# 5180 Ohno
5180 Ohno (1989 GF) là một tiểu hành tinh vành đai chính được phát hiện ngày 6 tháng 4 năm 1989 bởi Fujii và Watanabe ở Kitami.